# Kemotaksi
Kemotaksi (engelsk: Chemotaxis) er motile levende cellers evne til at bevæge sig hen mod eller væk fra kemiske stoffer, eller bevæge sig en bestemt retning i en koncentrationsgradient af et stof. Kemotaksi er den mest udbredte form for taksi, og er kritisk for encellede organismers overlevelse ved at opsøge føde og undgå giftstoffer, såvel som for flercellede organismers udvikling og immunforsvar.
| Biologi | Spire Denne artikel om biologi er en spire som bør udbygges. Du er velkommen til at hjælpe Wikipedia ved at udvide den. |